# Mantilla

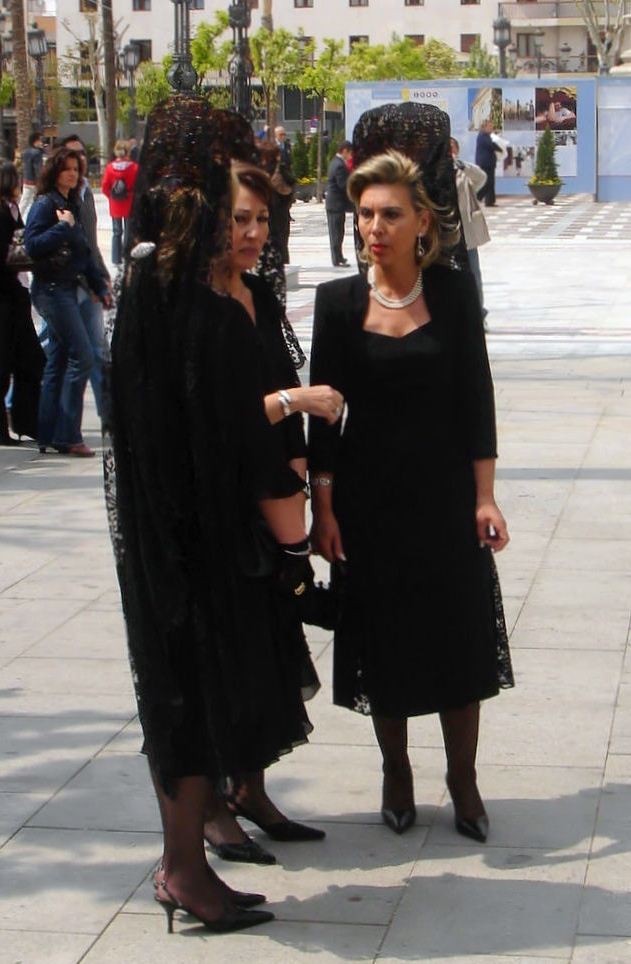
Dames met zwarte mantilla

Een mantilla (in het Spaans letterlijk manteltje) is een Spaanse hoofdsluier, gemaakt van chantilly of blonde. Zij wordt in de Spaanse traditionele kleding van de vrouw over de kam (peineta) gelegd die in de chignon wordt gestoken.
Aan het Spaanse hof wordt de mantilla bij religieuze plechtigheden nog steeds voorgeschreven.
Het is een misverstand dat mantilla's enkel in het zwart bestaan. Wel dient de rest van de kledij overeen te stemmen met de kleur van de mantilla. Tijdens hoogfeesten en corrida's dragen adellijke dames ook witte mantilla's, en dito kledij.
De zwarte sluier die vrouwen dragen tijdens een audiëntie of begrafenis wordt foutief mantilla genoemd; het is echter een gewone kleine sluier uit chantillykant. Deze wordt echter alleen door katholieke dames gedragen. Aan het Nederlandse en Britse hof wordt een hoed voorgeschreven door het protocol.